# A magyar labdarúgó-válogatott 2009. április 1-jei mérkőzése
Előző mérkőzés - Következő mérkőzés
A magyar labdarúgó-válogatott világbajnoki selejtező mérkőzése Málta ellen, 2009. április 1-jén. Eredménye: 3–0 (1–0).

## Előzmények
Babos Gábor és Dárdai Pál az Albánok elleni mérkőzésen összeszedett második sárga lapjaik miatt, eltiltást kaptak. A mérkőzésre rengeteg jegy elfogyott, ez rekord abból a szempontból, hogy a csoport utolsójával mérkőzött meg a magyar csapat. A keretből mindenki egészségesen várta az összecsapást. AZ MLSZ gyermekszektorokat jelölt ki, közel tízezer férőhellyel.
Tabella a mérkőzés előtt
| #  | Csapat       | J | Gy | D | V | RG | KG | GK  | P  |
| -- | ------------ | - | -- | - | - | -- | -- | --- | -- |
| 1. | Dánia        | 4 | 3  | 1 | 0 | 9  | 2  | +7  | 10 |
| 2. | Magyarország | 5 | 3  | 1 | 1 | 5  | 2  | +3  | 10 |
| 3. | Portugália   | 5 | 1  | 3 | 1 | 6  | 3  | +3  | 6  |
| 4. | Svédország   | 4 | 1  | 3 | 0 | 2  | 1  | +1  | 6  |
| 5. | Albánia      | 6 | 1  | 3 | 2 | 3  | 3  | 0   | 6  |
| 6. | Málta        | 6 | 0  | 1 | 5 | 0  | 14 | –14 | 1  |

- Dánia és Magyarország illetve Portugália, Svédország és Albánia sorrendjét a jobb gólkülönbség határozta meg.

## Az összeállítások
| 2009. április 1. 834. mérkőzés vb-selejtező 2010 | Magyarország                  | 3 – 0   | Málta | Puskás Ferenc Stadion, Budapest Nézőszám: 35800 Játékvezető: Sztanyiszlav Valerjevics Szuhina (orosz) |
| 2009. április 1. 834. mérkőzés vb-selejtező 2010 | Hajnal 6' Gera 80' Juhász 94' | (1 – 0) |       | Puskás Ferenc Stadion, Budapest Nézőszám: 35800 Játékvezető: Sztanyiszlav Valerjevics Szuhina (orosz) |

| Csapatszínek | Csapatszínek | Csapatszínek |
| Csapatszínek |              |              |
| Csapatszínek |              |              |
|              |              |              |
| '            |              |              |

| Csapatszínek | Csapatszínek | Csapatszínek |
| Csapatszínek |              |              |
| Csapatszínek |              |              |
|              |              |              |
| '            |              |              |

| MAGYARORSZÁG:        |    |                  |  |         |
|                      |    |                  |  |         |
| KA                   | 1  | Fülöp Márton     |  |         |
| HV                   | 2  | Bodnár László    |  | 9'      |
| HV                   | 3  | Vanczák Vilmos   |  |         |
| HV                   | 4  | Juhász Roland    |  | 49' 94' |
| HV                   | 8  | Bodor Boldizsár  |  |         |
| KP                   | 5  | Szélesi Zoltán   |  |         |
| KP                   | 10 | Hajnal Tamás     |  | 6' 46'  |
| KP                   | 6  | Halmosi Péter    |  | 93'     |
| KP                   | 11 | Huszti Szabolcs  |  |         |
| KP                   | 7  | Dzsudzsák Balázs |  | 79'     |
| CS                   | 9  | Torghelle Sándor |  |         |
| Cserék:              |    |                  |  |         |
| CSE                  | 12 | Köteles László   |  |         |
| CSE                  | 13 | Rudolf Gergely   |  |         |
| CSE                  | 14 | Gera Zoltán      |  | 46' 80' |
| CSE                  | 15 | Tóth Balázs      |  | 93'     |
| CSE                  | 16 | Vadócz Krisztián |  | 79'     |
| CSE                  | 17 | Priskin Tamás    |  |         |
| CSE                  | 18 | Vaskó Tamás      |  |         |
| Szövetségi kapitány: |    |                  |  |         |
| Erwin Koeman         |    |                  |  |         |

| MÁLTA:               |    |                   |  |     |
|                      |    |                   |  |     |
| KA                   | 1  | Justin Haber      |  |     |
| HV                   | 4  | Andrei Agius      |  |     |
| HV                   | 18 | Shaun Bajada      |  |     |
| HV                   | 6  | Jonathan Caruana  |  |     |
| HV                   | 2  | Alex Muscat       |  |     |
| KP                   | 7  | Gilbert Agius     |  |     |
| KP                   | 8  | Roderick Briffa   |  |     |
| KP                   | 10 | Andrew Cohen      |  |     |
| KP                   | 5  | Daniel Bogdanovic |  | 89' |
| CS                   | 9  | Michael Mifsud    |  | 16' |
| CS                   | 13 | Andre Schembri    |  | 46' |
| Cserék:              |    |                   |  |     |
| CSE                  | 12 | Andrew Hogg       |  |     |
| CSE                  | 3  | Ian Azzopardi     |  |     |
| CSE                  | 17 | Kenneth Scicluna  |  |     |
| CSE                  | 16 | Ryan Fenech       |  |     |
| CSE                  | 11 | Etienne Barbara   |  | 89' |
| CSE                  | 15 | Terence Scerri    |  | 46' |
| CSE                  | 17 | Ivan Woods        |  |     |
| Szövetségi kapitány: |    |                   |  |     |
| Dusan Fitzel         |    |                   |  |     |

|  |

## A mérkőzés
A magyar nemzeti csapat Málta együttesét fogadta világbajnoki selejtezőn. A Puskás Ferenc Stadionban a körülményekhez mérten telt ház fogadta a mérkőzést. Bekezdett a magyar válogatott és Hajnal Tamás szabadrúgásából már a 6. percben vezetést szereztek. A félidő felénél viszont átengedte a területet, de még így is az irányítás a kezükben maradt. A félidő előtt Dzsudzsák szólója után kapu mellé talált. A szünetben Hajnalt váltotta Gera. A második félidőben jelezték a szigetországiak, hogy itt vannak. Alex Muscat lövését Fülöp Márton védte bravúrral. Az 58. percben Huszti bombája kapufát érintve hagyta el a pályát. A hajráig több ígéretes helyzetet is kialakult, de az eredmény nem változott. A csereként beálló Gera szerezte meg a második gólt Huszti beadásából. Juhász Roland fejelte a harmadik gólt. Huszti szabadrúgásból ívelt, Juhász Roland pedig kapuba fejelt. Albánia után Málta ellen is sikerült a kötelező kettős győzelem. Hat meccs után négy győzelemmel, egy döntetlennel és egy vereséggel a második helyen várta tovább a magyar válogatott a selejtezőt.
| „                               | Az első pillanattól kezdve jó szellemben játszottunk és ez kellett is a sikerhez. A máltaiak nem futballoztak rosszul, de nekünk sokkal több helyzetünk volt, ám második gólunkra a hetvenkilencedik percig kellett várnunk, s ezután következett harmadik találatunk. Fontos, hogy védelmünk magabiztos, bármilyen összeállításban is szerepel. Gera Zoltán beállása egyértelműen jót tett támadójátékunknak. Örülök, hogy ilyen sokan jöttek ki, hogy biztassák a válogatottat, remélem, a csapatot ezután is legalább ennyien támogatják majd. | ” |
| – Erwin Koeman, a mérkőzés után | |   |

| További eredmény | További eredmény | További eredmény | További eredmény |
| ---------------- | ---------------- | ---------------- | ---------------- |
| 2009. április 1. | Dánia            | 3 – 0            | Albánia          |

Tabella a mérkőzés után
| #  | Csapat       | J | Gy | D | V | RG | KG | GK  | P  |
| -- | ------------ | - | -- | - | - | -- | -- | --- | -- |
| 1. | Dánia        | 5 | 4  | 1 | 0 | 12 | 2  | +10 | 13 |
| 2. | Magyarország | 6 | 4  | 1 | 1 | 8  | 2  | +6  | 13 |
| 3. | Portugália   | 5 | 1  | 3 | 1 | 6  | 3  | +3  | 6  |
| 4. | Svédország   | 4 | 1  | 3 | 0 | 2  | 1  | +1  | 6  |
| 5. | Albánia      | 7 | 1  | 3 | 3 | 3  | 6  | –3  | 6  |
| 6. | Málta        | 7 | 0  | 1 | 6 | 0  | 17 | –17 | 1  |

- Dánia és Magyarország illetve Portugália, Svédország és Albánia sorrendjét a jobb gólkülönbség határozta meg.
- Máltának már nem maradt esélye a világbajnokságra való kijutásra.

## Örökmérleg a mérkőzés után
| Magyarország | :         | Málta |
| ------------ | --------- | ----- |
| 9            | Győzelem  | 1     |
| 2            | Döntetlen | 2     |
| 28           | Gólok     | 6     |
| 29/36        | Pontok    | 5/36  |
| 81           | %         | 14    |

Előző mérkőzés - Következő mérkőzés

## Lásd még
- Magyar labdarúgó-válogatott